# Wallfahrtskapelle Maria Larch

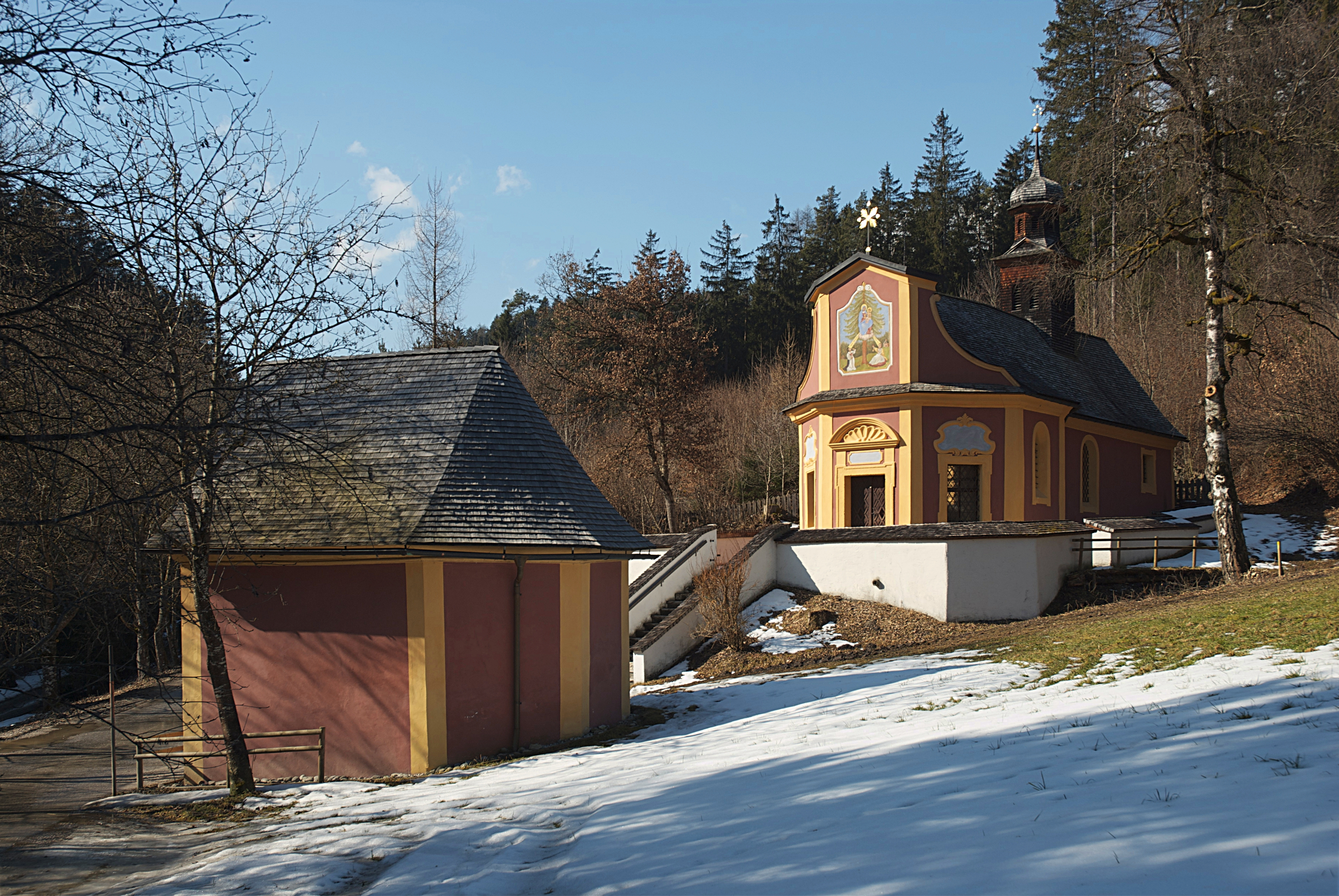
Katholische Wallfahrtskapelle Maria Larch mit der Wasserkapelle im Vordergerund

Die römisch-katholische Wallfahrtskapelle Maria Larch steht im Wald nördlich des Dorfes der Gemeinde Terfens im Bezirk Schwaz im Bundesland Tirol. Die Kapelle steht unter Denkmalschutz (Listeneintrag).

## Geschichte
Im Jahr 1665 brachte die Bäuerin Magdalena Bognerin, nach anderen Angaben der Benefiziat Weiß, eine Statue der Madonna mit Kind an einem Lärchenstamm an, die Vorübergehenden zur Andacht dienen sollte. 1678 wurde eine Kapelle aus Holz erbaut. Der heutige barocke Kirchenbau entstand 1698/1699 als achteckiger Zentralbau mit Kuppel. Zwei Wunderheilungen führten zum Aufschwung der Wallfahrt: 1727 erlangte die stumme Maria Jenewein ihre Sprache wieder und ein schwer krankes Kind wurde geheilt. Daraufhin erteilte Fürstbischof Ignaz Graf Künigl die Erlaubnis, in der Kapelle die Messe zu lesen. Von 1718 bis 1723 wurde die Kapelle erweitert: im Norden wurde ein rechteckiger Bauteil mit Chor und Sakristei angefügt, die Kuppel wurde entfernt und durch ein Satteldach ersetzt. 1727 wurde eine Einsiedelei oberhalb der Kirche erbaut. Kaiser Joseph II. hob 1785 die Wallfahrt und die Einsiedelei auf, die Kapelle sollte abgebrochen werden. Das Gnadenbild wurde in die Pfarrkirche Terfens gebracht, aber 1796 unter großer Anteilnahme der Bevölkerung wieder an seinem alten Platz in der Larch-Kapelle aufgestellt. 1868 wurde die 150-Jahr-Feier der Heilung der Maria Jenewein mit feierlichen Prozessionen und Wallfahrten begangen.

## Beschreibung
Das Kapellenäußere zeigt eine Portalfront mit einem Muschelbogen und einem geschweiften Giebel und Fassaden mit Putzlisenen, das Dach trägt einen Dachreiter mit einer Zwiebelhaube. Das Bild im Giebel mit der Darstellung des Wunders von Maria Larch entstand im 19. Jahrhundert.
Das Kapelleninnere zeigt im Gewölbe sieben Fresken des Marienlebens in Stuckmedaillons. Am Chorbogen zeigt eine Kartusche die Jahresangabe 1723.
Der Altar zeigt das Gnadenbild mit einer volkstümlichen Figur aus dem 17. Jahrhundert, der Altar trägt in einem Rokoko-Aufbau die Heiligen Florian, Barbara, Johannes der Täufer und Jakobus aus dem 18. Jahrhundert.
Vor der Kapelle steht ein Brunnenhaus als offene quadratische Kapelle mit einem halbkreisförmigen Schluss mit einem Muschelbogen aus Stuck um 1720. Die Brunnenschale aus Marmor entstand im 18. Jahrhundert.